# ناتالیا دویووا
ناتالیا دویووا (اوکراینی: Наталія Анатоліївна Давидова؛ زادهٔ ۲۲ ژوئیهٔ ۱۹۸۵) وزنه‌بردار اهل اوکراین است.
وی در مسابقات کشوری و بین‌المللی در مجموع برندهٔ ۱ مدال نقره، ۳ مدال برنز شده‌است.